# Maison Laurier
Ne doit pas être confondu avec Musée Laurier.
Pour les articles homonymes, voir Laurier.
La maison Laurier (en anglais : Laurier House) est un lieu historique national du Canada situé au 335, avenue Laurier Est, à Ottawa, en Ontario. Elle a été la résidence officielle de deux premiers ministres du Canada : Wilfrid Laurier et William Lyon Mackenzie King.
Wilfrid Laurier vit dans la maison de 1897 à 1919. Zoé Laurier, la femme de Wilfrid, meurt en 1921 et elle laisse en héritage la maison à Mackenzie King. Celui-ci vit dans la maison de 1923 à 1950. 
Mackenzie King laisse en héritage la maison au peuple canadien lors de son décès. Le gouvernement de l'époque considère brièvement de choisir la maison comme résidence officielle du premier ministre, mais Louis St-Laurent s'oppose à l'idée, celui-ci préférant le choix du 24, promenade Sussex.
La maison Laurier devient un musée appartenant à Parcs Canada.